# Voncourt
Voncourt település Franciaországban, Haute-Marne megyében. Lakosainak száma 17 fő (2022. január 1.). Voncourt Bourguignon-lès-Morey, Farincourt, Pressigny, Savigny és Valleroy községekkel határos.

## Népesség
A település népessége az elmúlt években az alábbi módon változott:
| Lakosok száma | 68   | 29   | 21   | 18   | 18   | 17   | 15   | 15   | 16   | 17   |
|               | 1968 | 1990 | 2006 | 2011 | 2015 | 2016 | 2018 | 2019 | 2021 | 2022 |